# Topola Tekla
Topola Tekla – pomnikowa topola kanadyjska odmiany ‘Robusta’ (topola bujna, niekłańska) rosnąca przy ruinach zamku w Chudowie. Najgrubsza topola kanadyjska w Polsce. Znana powszechnie z powodu „domku Kubusia Puchatka” zbudowanego w jej całkowicie wypróchniałym pniu.

## Historia i charakterystyka
„Topola Tekla” pochodzi najprawdopodobniej z pierwszej dostawy topól bujnych ze szkółek w Niekłaniu po 1920 r. Drzewo rośnie przy nasypie drogowym na drodze ok. 150 metrów od ruin zamku. Jest charakterystycznym elementem krajobrazu, miejscem spotkań i zabaw dzieci. We wnętrzu pnia może pomieścić się kilka dorosłych osób.
Korona drzewa jest maksymalnie zredukowana, a mimo to sięga wysokości ok. 25 metrów. Obwód pnia w pierśnicy przekracza 750 cm.
Drzewo posiada status pomnika przyrody na mocy Decyzji nr RL-VII-7140/16/81 Wojewody Katowickiego z dnia 17.09.1981 r. o uznaniu za pomnik przyrody.
Okaz jest regularnie poddawany zabiegom pielęgnacyjnym.

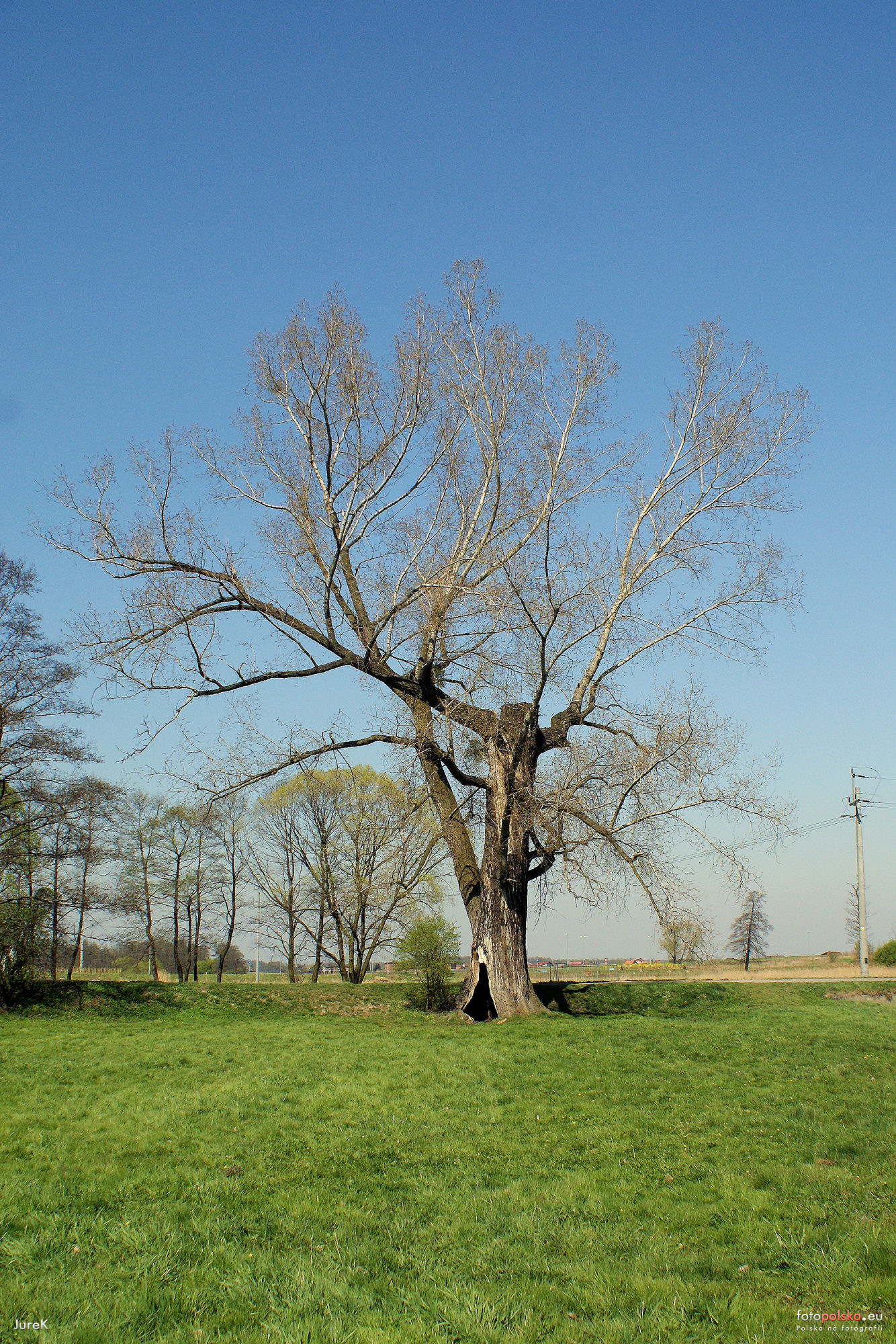
Topola Tekla przed zabiegami w koronie i pniu w 2009 roku